# Hermánszeg
Hermánszeg is een plaats (község) en gemeente in het Hongaarse comitaat Szabolcs-Szatmár-Bereg. Hermánszeg telt 285 inwoners (2001).